# Juliana Kanyomozi
 (octobre 2022).
Juliana Kanyomozi (27 novembre 1980) est une actrice et musicienne ougandaise.
En 2012, elle reçoit le Kora Awards de la meilleure artiste féminine d’Afrique de l’Est.
Avec plus d'un million d'abonnés sur facebook, elle fait partie des personnalités ougandaises les plus suivies sur les réseaux sociaux.